# Hampus Dalström

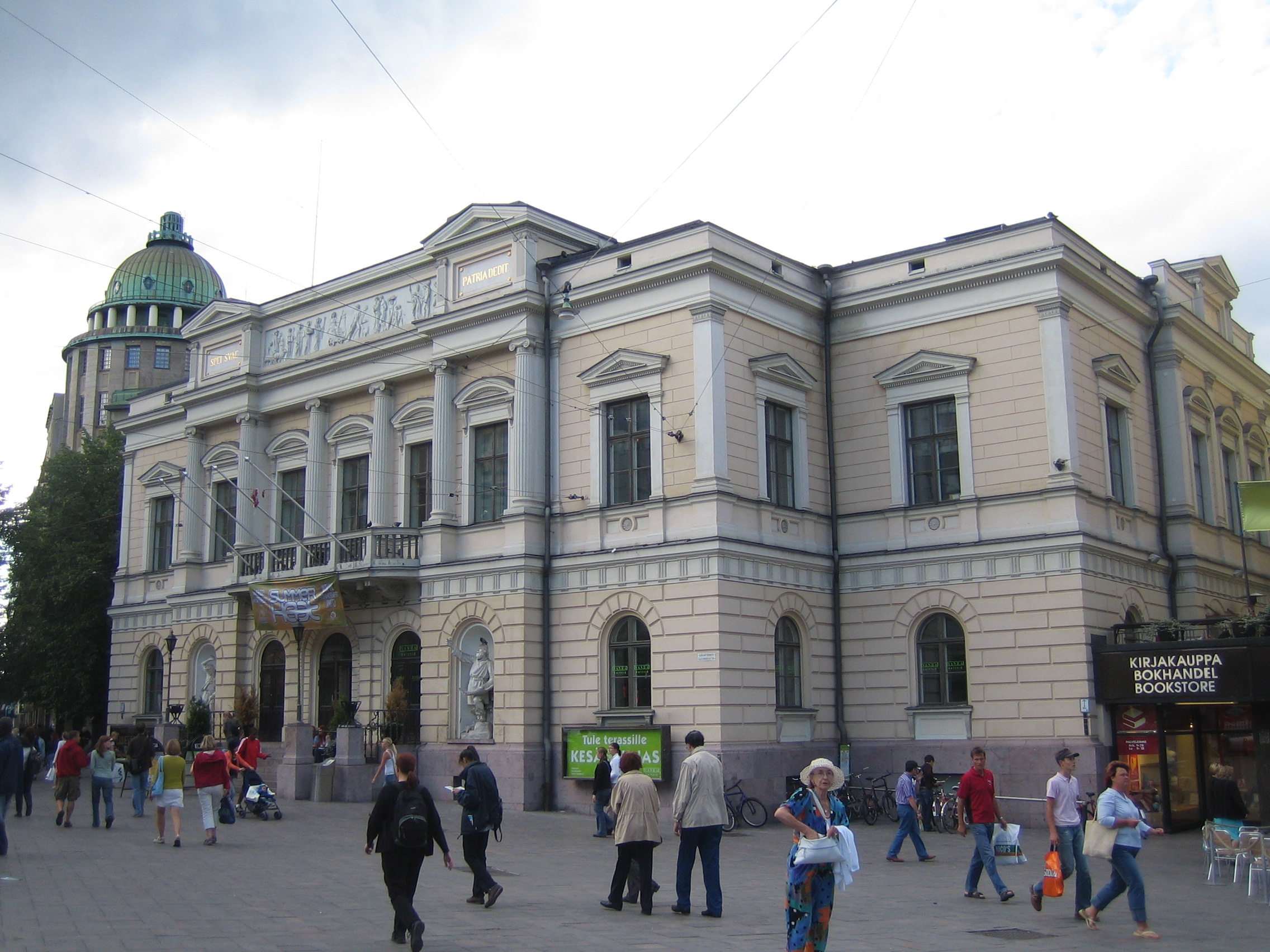
Ancienne maison des étudiants d’Helsinki.

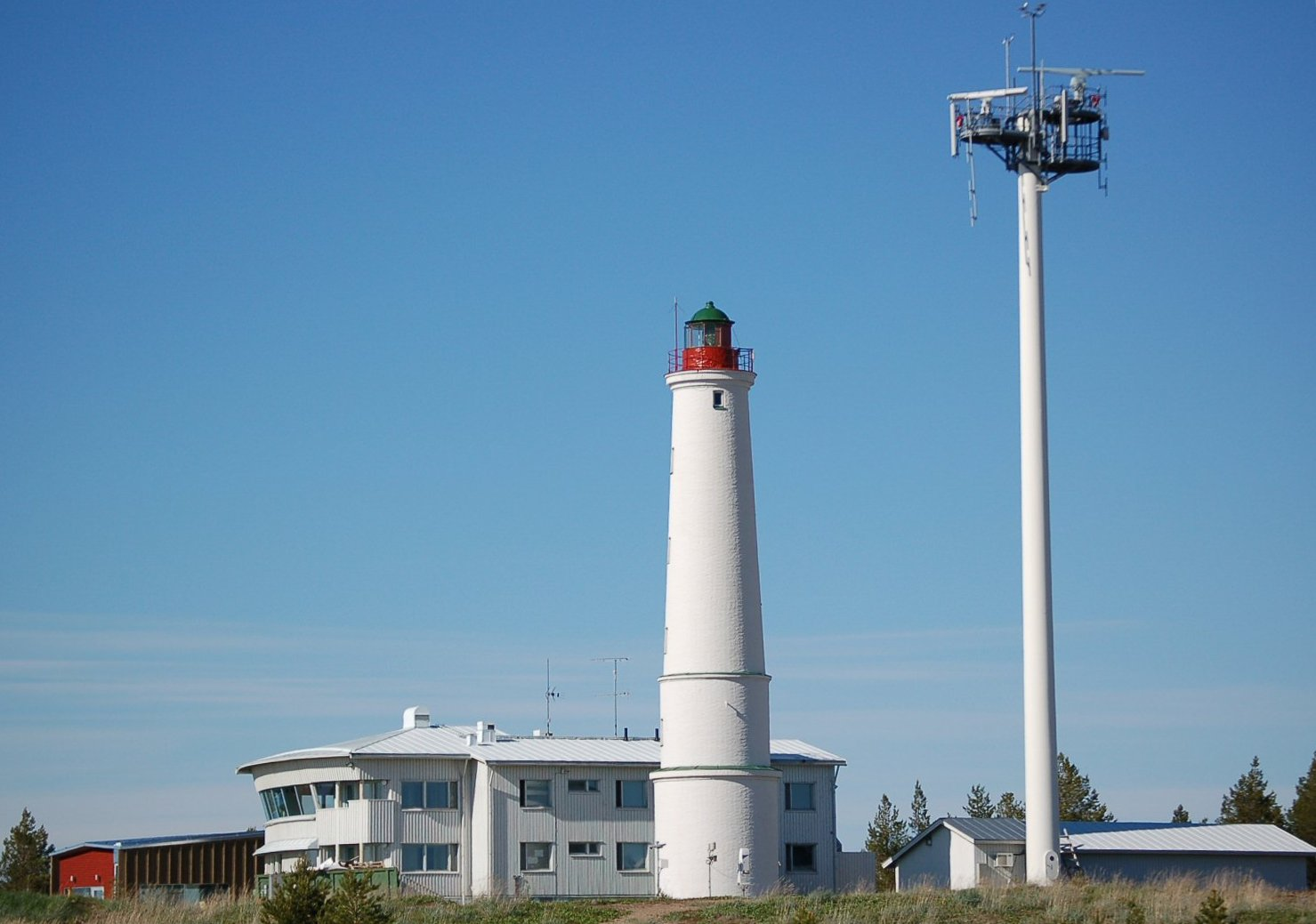
Phare de Marjaniemi à Hailuoto.

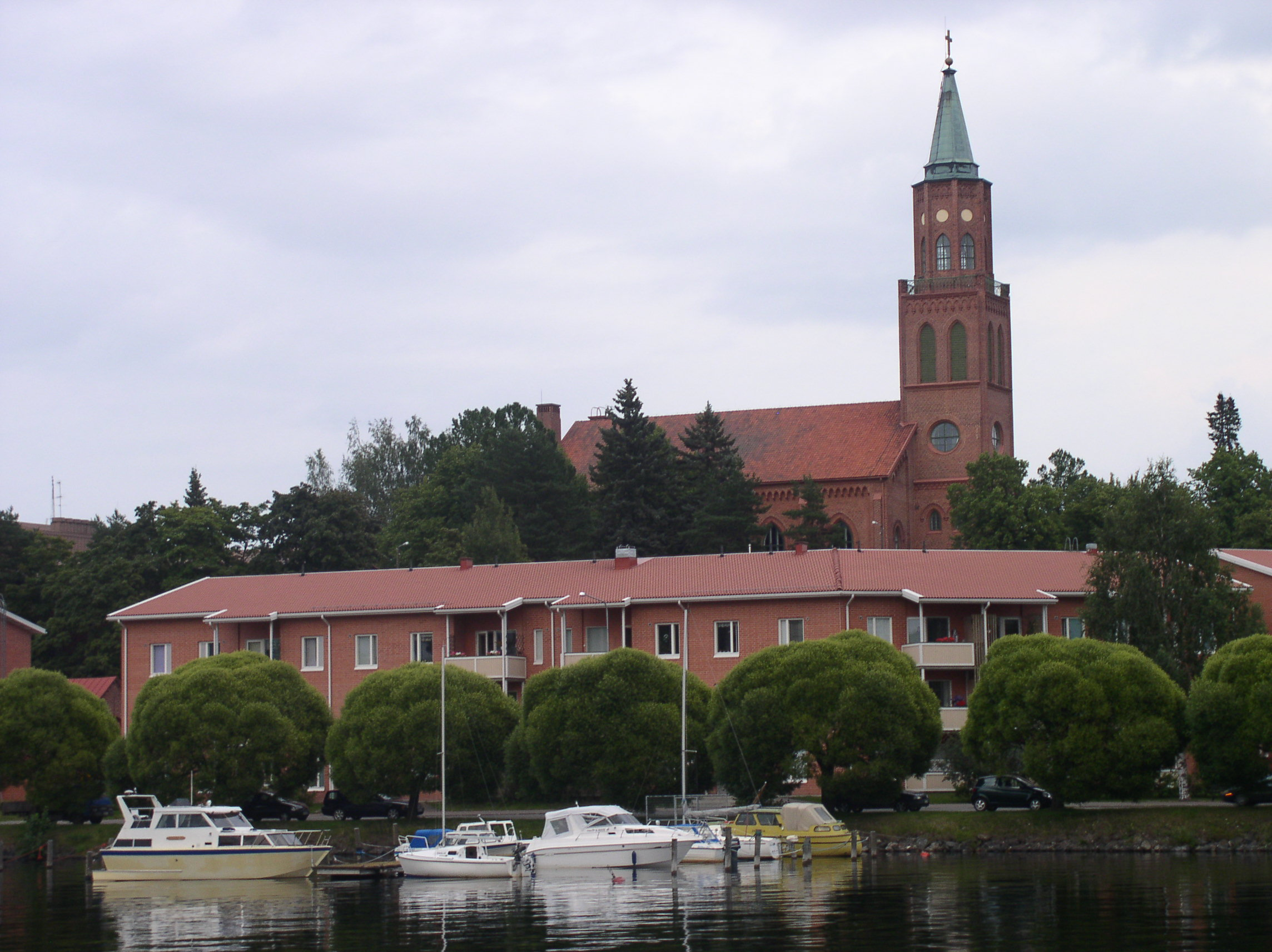
Cathédrale de Savonlinna.

Axel Hampus Dalström (né le 22 mars 1829 à Helsinki – décédé le 19 mars 1882 à Helsinki)  est un  architecte finlandais.

## Carrière
Hampus Dalström Dalström assure différentes responsabilités à la Direction des bâtiments de Finlande est en devient le directeur en 1870. Il est l'un des architectes finlandais les plus suivis des années 1860 et 1870. Ses ouvrages sont de style néorenaissance. Ses ouvrages les plus importants sont l'ancienne maison des étudiants d’Helsinki (1870), le  restaurant Kappeli (1867) et le Manège de la Garde (1877). De nombreux phares finlandais construits dans les années 1860 et 1870 sont conçus par Dalström.

### Ouvrages célèbres
- 1866, Église de Suomenniemi
- 1867,  Restaurant Kappeli, Helsinki,
- 1870, ancienne maison des étudiants, Helsinki,
- 1874–75, extension du lycée d'Oulu (avec Florentin Granholm),
- 1877, Manège de la Garde, Helsinki,
- 1879, Cathédrale de Savonlinna,
- 1879, service psychiatrique de l'ancien hôpital régional, Oulu[2]
- 1880, Lycée normal suédois, Helsinki
- 1881, Église de Kontiolahti[2]

### Phares
- 1868, Sälskär, Hammarland,
- 1871, Phare de Marjaniemi, Hailuoto,
- 1871, Phare de Ulkokalla, Kalajoki,
- 1873, Phare de Säppi, Luvia,
- 1875, Phare de Sälgrund, Kaskinen,
- 1879, Phare de Hanhipaasi, lac Ladoga,
- 1877, Phare de Heinäluoto, lac Ladoga.